# Klaus Voorman
Klaus Voorman (n. 29 aprilie 1938) este un artist, muzician și producător german, cunoscut pentru asocierea sa cu The Beatles, pentru care a realizat coperta albumului Revolver. Este cunoscut și ca basistul trupei Manfred Mann ce aparținea de Invazia britanică.
1. ↑  Klaus Voormann, Discogs, accesat în 9 octombrie 2017
2. ↑  Klaus Voormann, Filmportal.de, accesat în 9 octombrie 2017
3. ↑  „Klaus Voorman”, Gemeinsame Normdatei, accesat în 16 octombrie 2015
4. ↑  „Klaus Voorman”, Gemeinsame Normdatei, accesat în 15 decembrie 2014